# Fath (motorfiets)
Fath is een historisch merk van motorfietsen.
Helmut Fath werd in 1960 wereldkampioen zijspanrace met een productie-BMW. Daarna bouwde hij zijn eigen 500 cc viercilinder-viertakt-lijnmotor, die hij URS noemde, naar zijn woonplaats Ursenbach.

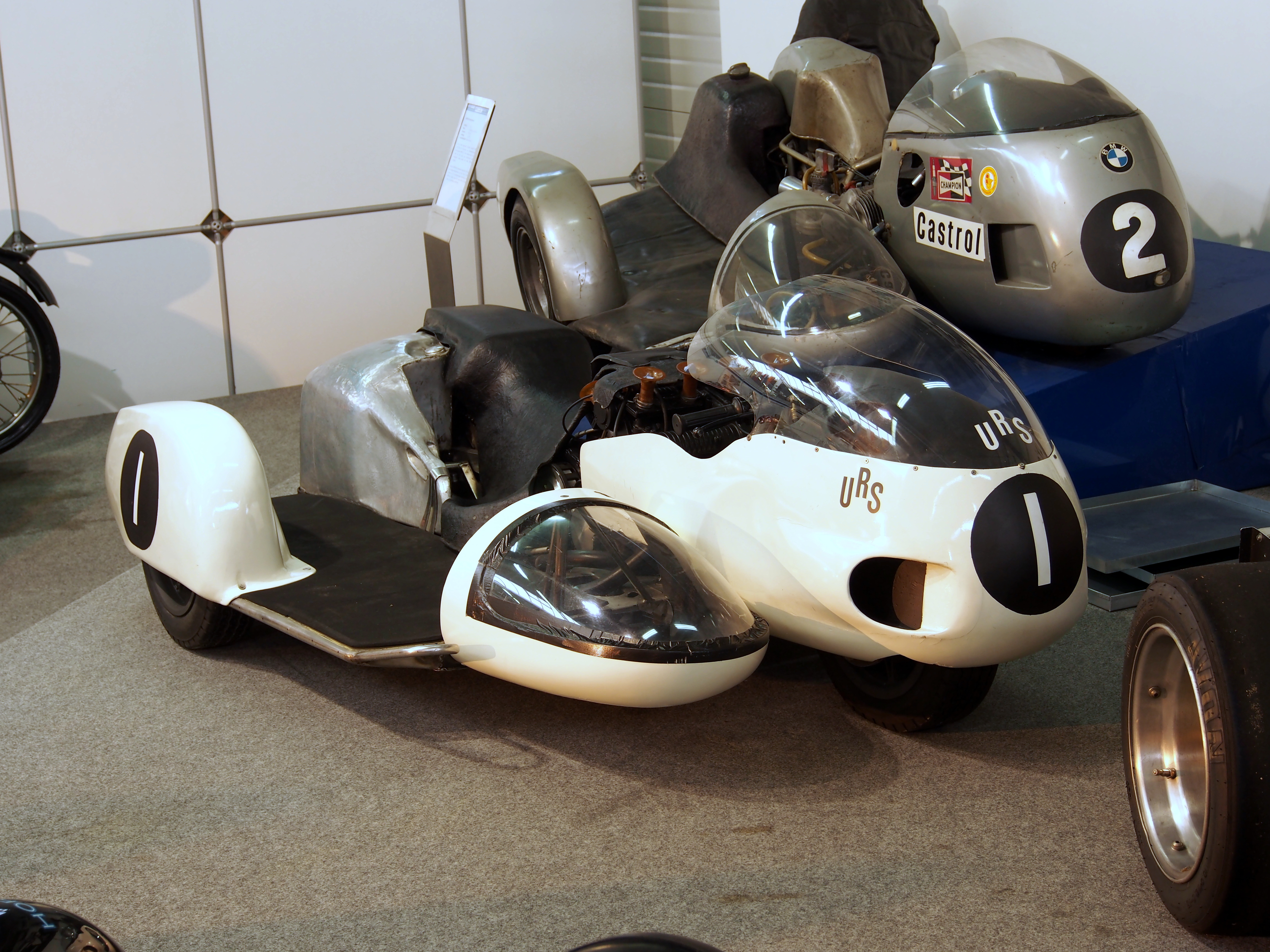
De URS-zijspanracer

In 1968 werd hij hiermee wereldkampioen, nadat BMW in 14 achtereenvolgende jaren de titel had gepakt. Deze URS werd verkocht aan Friedl Münch en Fath ontwikkelde een viercilinder-tweetaktboxermotor, die zowel in zijspancombinaties als solomotoren werd gebruikt. Deze werd onder de merknaam Fath gebouwd.
In 1967 beproefde Colin Seeley de URS viercilinder viertaktmotor in een Seeley-frame met als coureur John Blanchard. Blanchard werd in augustus vierde in de Ulster Grand Prix. Uiteindelijk ontstond er onenigheid tussen Blanchard en Seeley. Na een aantal valpartijen legde Blanchard de schuld bij de te laag gemonteerde uitlaten en bovendien vond hij de gemonteerde trommelrem in het voorwiel niet goed genoeg. Seeley liet door Lockheed een schijfrem monteren maar daardoor ontstond nog meer ruzie. Helmut Fath was van al deze drukte niet gediend en haalde zijn motorblok terug, waardoor er een einde kwam aan het Seeley-URS project. Daarmee was de solocarrière van de machine nog niet afgelopen, want in november 1967 maakten Blanchard en Fath bekend dat ze nog steeds raceplannen hadden en in 1968 zelfs met een 350cc-versie wilden verschijnen. De frames zouden dan door Blanchard zelf ontwikkeld en gebouwd worden, maar in februari 1968 werd er al getest met frames van Métisse. In 1970 werd Karl Hoppe met een 500 cc Münch-URS vierde in de Grand Prix-wegrace van Duitsland.